# Andes stramineus
Andes stramineus är en insektsart som beskrevs av Frederick Arthur Godfrey Muir 1925. Andes stramineus ingår i släktet Andes och familjen kilstritar. Inga underarter finns listade i Catalogue of Life.